# Primal
Primal é um jogo eletrônico de acção para a PlayStation 2 desenvolvido pela Sony Computer Entertainment Europe também conhecida por SCE Studio Cambridge. O jogo conta a história de Jennifer Tate, uma adolescente órfã que procura pelo seu namorado numa dimensão controlada por demónios. Conforme o jogo desenvolve, mais se vai descobrindo acerca do passado de Jen e a sua ligação ao seu namorado e aos mundos dos demónios.

## Personagens
- Jen (Jennifer Tate), a personagem principal, que mais tarde no jogo se pode transformar em várias formar demoníacas.
- Lewis, o namorado de Jen.
- Chronos, faz parte de uma máquina conhecida como Oracle. Ajuda a manter a ordem em Oblivion.

### Aliados com a Ordem (Order)
- Arella, a manifestação da Ordem, o bem. Tem o apoio dos demónios dos reinos de Solum e Aquis.
- Scree, uma gárgula. É a segunda personagem com a qual se pode jogar. Consegue trepar certos tipos de paredes e transformar-se a si mesmo em pedra de maneira a ajudar Jen durante o percurso do jogo.
- Abdizur, o defensor de Arella e General dos exércitos da Ordem. Após um encontro com Abaddon desapareceu sem deixar rasto.

### Aliados com o Caos (Chaos)
- Abaddon, a manifestação do Caos, o mal. em o apoio dos demónios dos reinos de Aetha e Volca.
- Belahzur, a mão direita de Abaddon e General dos exércitos do Caos.

## Música
O vídeo-jogo Primal usa várias faixas da banda 16 Volt, que acabaram por fazer parte de um álbum da banda intitulado SuperCoolNothing V2.0. Algumas da faixas presentes são:
- Suffering You
- Alkali
- Happy Pill
- Blessed
- At The End (durante os créditos)

## Linha de apresentação
- Civilization is only skin deep. (A civilização é apenas tão profunda como a pele.)